# J.フロント建装
株式会社J.フロント建装（ジェイフロントけんそう）は、大阪府大阪市中央区に本社を置く、建築工事、内装工事、造園工事及び設備工事に関する調査、企画、設計、監理及び施工を行う業者である。

## 沿革
- 1998年 - 「株式会社大丸装工」設立。
- 2003年 - 大丸グループ建装事業3社を再編、大丸木工、DHJを設立し子会社とする[1]。
- 2008年 - 松坂屋誠工株式会社、株式会社大丸木工、日本リフェクス株式会社と合併、商号を「J.フロント建装」とする[2]。
- 2010年 - 子会社である株式会社DHJを吸収合併。

## 主な事業
- 建築工事、内装工事、造園工事及び設備工事に関する調査、企画、設計、監理及び施工
- 建築資材､家具､什器､照明器具､厨房器具､インテリア･エクステリア製品の製造・販売及び輸出入業
- 船舶、航空機、車両の内装工事の企画、設計、監理及び施工、並びに部品の製造・販売
- 商業施設の開発、都市開発、地域開発に関する調査、企画、設計、監理及びコンサルティング業務
- 電装広告、宣伝看板、表示板、ディスプレイの企画、設計、監理及び施工
- 各種印刷物の出版、映像ソフト・音響ソフト・その他制作物の企画、設計、監理及び施工
- 家具、什器、照明器具、室内装飾品などの賃貸及びリース業
- 前各号に付帯関連する一切の業務

## 事業所
- 東京オフィス : 東京都中央区晴海1-8-8 晴海アイランドトリトンスクエア オフィスタワーW棟 16F・17F
- 大阪オフィス : 大阪市中央区安土町1-8-15 野村不動産大阪ビル 2F
- 名古屋オフィス : 名古屋市中区栄5-2-36 パークプレイス9階
- 福岡 : 福岡県福岡市中央区渡辺通5-23-8 サンライトビル

### 生産工場
- 大阪工場 : 大阪府寝屋川市仁和寺本町4-18-1